# Eroberung von Konstantinopel (1204)
Die Eroberung von Konstantinopel im April 1204 war Teil des Vierten Kreuzzuges. Die Armeen der Kreuzfahrer eroberten, plünderten und zerstörten Teile der Hauptstadt des Byzantinischen Reiches. Nach der Eroberung der Stadt wurde das Lateinische Kaiserreich gegründet und Balduin I. in der Hagia Sophia zum Kaiser gekrönt.
Nach der Plünderung der Stadt wurden die meisten Gebiete des Byzantinischen Reiches unter den Kreuzfahrern aufgeteilt. Byzantinische Aristokraten gründeten eine Reihe kleiner unabhängiger Staaten. Das spätere byzantinische Reich nach der Rückeroberung von Konstantinopel 1261 erlangte jedoch nie wieder seine frühere territoriale oder wirtschaftliche Stärke und fiel schließlich 1453 an das Osmanische Reich.

## Vorgeschichte
Am 31. Dezember 1199 rief Papst Innozenz III. zum Kreuzzug auf. Wie einige der wenigen zeitgenössischen Quellen, die Historia Constantinopolitanea des Zisterziensermönches Gunther von Pairis, berichtet, brachen die Kreuzfahrer im späten Frühjahr 1202 in Basel auf und reisten über Verona nach Venedig. Die Venezianer wollten den Kreuzfahrern Schiffe zur Überfahrt zur Verfügung stellen, weigerten sich beim Eintreffen der Truppen aber, die Schiffe ohne die vertraglich vereinbarte finanzielle Gegenleistung zu übergeben. Die Venezianer hatten sich verpflichtet, Schiffe für 33.500 Soldaten und 4500 Pferde bereitzustellen. Dafür sollten sie vier Silbermark pro Pferd und zwei Silbermark pro Soldat erhalten. Der Ritter und Heeresführer Gottfried von Villehardouin berichtete in seiner Histoire de la Conquête de Constantinople, dass die Kreuzfahrer allerdings weniger als die Hälfte der erforderlichen 85.000 Silbermark aufbringen konnten. Die Halberstädter Bischofschroniken und die Devastatio Constantinopolitana berichten übereinstimmend, dass der venezianische Doge Enrico Dandolo die Kreuzfahrer daraufhin als Geiseln nahm und die volle Begleichung der Schulden verlangte. Als sich Unmut gegen die Gefangennahme regte, schlug der Doge vor, dass die Kreuzfahrer ihm helfen sollten, die Stadt Zara einzunehmen. Wie Villehardouin berichtet, sollte der Plan nur der Führung der Kreuzritter bekannt sein, sickerte aber durch und führte zu Protesten. Gunther von Pairis erwähnte, dass viele der ärmeren Kreuzritter eine Umkehr beschlossen und auch reichere Ritter sich zur Umkehr entschlossen, weil sie nicht gegen den christlichen ungarischen König kämpfen wollten. Im Oktober 1202 brachen die verbliebenen Kreuzfahrer auf und nahmen im November 1202 mit den Venezianern Zara ein.
Noch im gleichen Jahr schlossen die Venezianer einen Vertrag mit Alexios Angelos ab, der sich hilfesuchend an die Kreuzfahrer gewandt hatte. Als Belohnung für die Inthronisation von Alexios auf den byzantinischen Thron versprach Alexios den Kreuzfahrern 200.000 Silbermark, die Beteiligung am Kreuzzug mit 10.000 Soldaten, den Aufbau einer dauerhaften Garnison im Heiligen Land und die Wiedervereinigung der römisch-katholischen mit der orthodoxen Kirche.
Nach der Belagerung Konstantinopels am 1. August 1203 wurde Alexios Angelos als Alexios IV. zum Kaiser des Byzantinischen Reiches gekrönt, der dann versuchte, die Stadt zu befrieden. Doch schon wenige Wochen später kam es zu heftigen Ausschreitungen zwischen den orthodoxen Griechen und römisch-katholischen Lateinern, die bis Dezember andauerten und in denen sich die Mehrheit der Bevölkerung gegen Kaiser Alexios IV. wendete, weil sich der Staat für die Zusagen an die Kreuzfahrer verschulden musste und diese Forderungen kaum begleichen konnte. Als sich Alexios IV. weigerte, die finanziellen Verpflichtungen aus dem Vertrag von Zara zu erfüllen, spitzte sich die Situation zu.
Am 25. Januar 1204 löste der Tod des Mitkaisers Isaak II. in Konstantinopel einen Aufstand aus, der zur Absetzung von Alexios IV. führte. Der Kaiser wandte sich an die Kreuzfahrer und bat um Hilfe. Doch der kaiserliche Kammerherr Alexios Dukas sperrte den entthronten Kaiser ein, rief sich am 5. Februar selbst zum Kaiser aus und wurde noch am selben Tag inthronisiert.  Kaiser Alexios V. versuchte, mit den Kreuzfahrern einen Rückzug aus dem byzantinischen Gebiet zu verhandeln, diese weigerten sich jedoch, den alten Vertrag von Zara mit Alexios IV. aufzukündigen und verlangten die Wiedereinsetzung des Thronvorgängers. Als Alexios V. am 8. Februar die Hinrichtung des entthronten Alexios IV. befahl, erklärten die Kreuzfahrer Alexios V. den Krieg. Im März 1204 beschlossen die Kreuzfahrer und die Republik Venedig die endgültige Eroberung von Konstantinopel und vereinbarten, das Byzantinische Reich unter sich aufzuteilen.

## Eroberung und Plünderung Konstantinopels
Ende März belagerten die vereinigten Kreuzritterarmeen Konstantinopel, als Kaiser Alexios V. begann, die Verteidigung der Stadt zu verstärken und aktive Militäroperationen außerhalb der Stadt durchzuführen. In der ersten Aprilwoche begannen die Kreuzfahrer ihre Belagerung der Stadt Galata auf der anderen Seite des Goldenen Horns.
Am 9. April 1204 rückten die Streitkräfte der Kreuzfahrer und der Venezianer auf die Befestigungen am Goldenen Horn vor, indem sie die Wasserstraße überquerten und bei der Nordwestmauer der Stadt anlandeten. Aufgrund des schlechten Wetters wurden die Kreuzfahrer jedoch zurückgedrängt, als die gelandeten Truppen im offenen Gelände zwischen Konstantinopels Befestigungsanlagen und dem Ufer in einen Pfeilehagel gerieten.

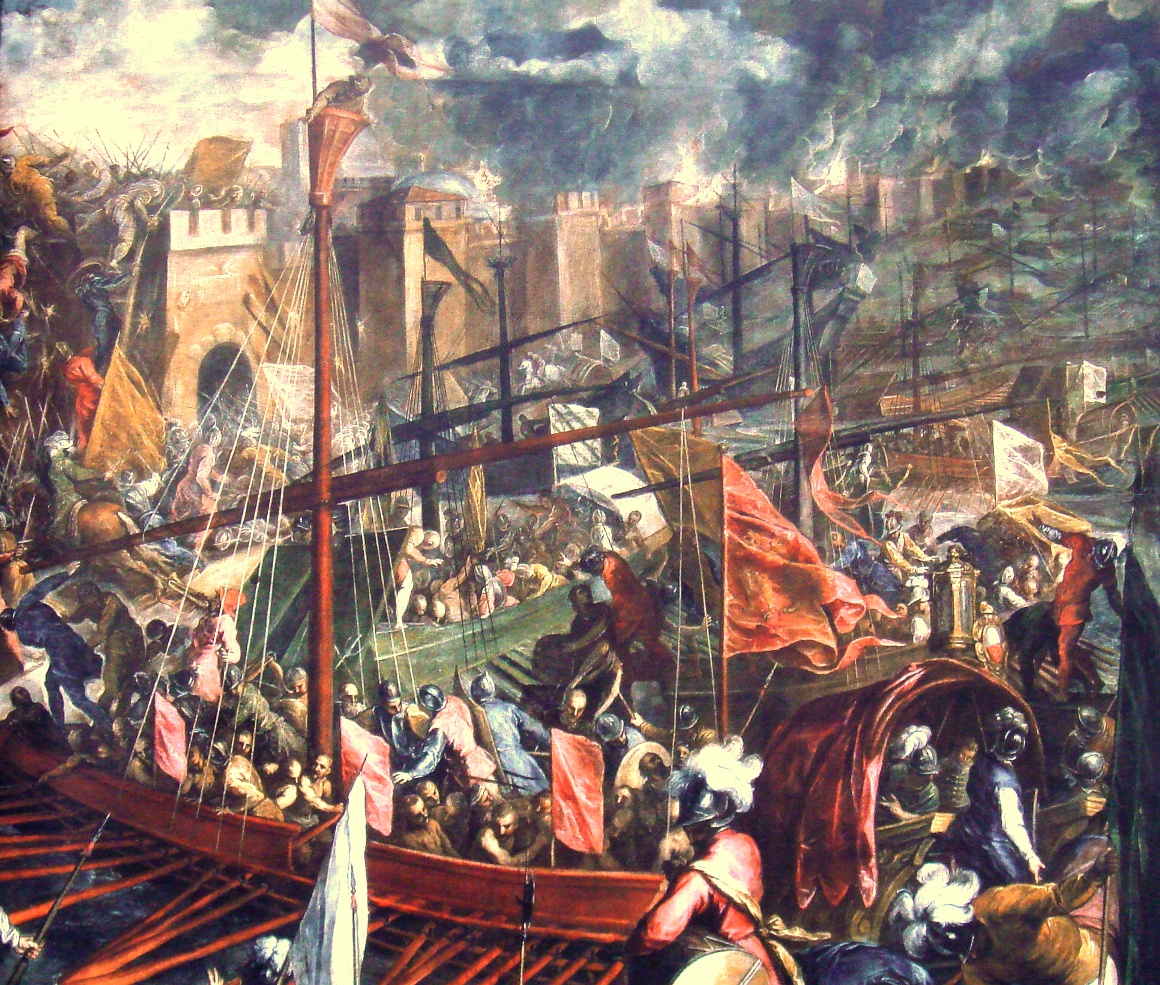
Die Eroberung Konstantinopels im Jahr 1204, Gemälde von Palma il Giovane

Am 12. April 1204 begünstigten die Wetterbedingungen schließlich die Kreuzfahrer, als sich das Wetter aufklarte und ein zweiter Angriff auf die Stadt angeordnet wurde. Ein starker Nordwind half den venezianischen Schiffen im Goldenen Horn, sich der Stadtmauer zu nähern, was es den Angreifern ermöglichte, einige Türme entlang der Mauer einzunehmen. Nach einer kurzen Schlacht gelang es ungefähr 70 Kreuzfahrern, in die Stadt einzudringen. Einige Angreifer waren wohl auch in der Lage, Löcher in die Wände zu schlagen, die groß genug waren, damit ein paar Ritter gleichzeitig hindurchkriechen konnten. Die Venezianer konnten die Mauern auch vom Meer erklimmen, obwohl es heftige Kämpfe mit der Warägergarde gab. Die Kreuzfahrer eroberten den Stadtteil Blachernae im Nordwesten und nutzten ihn als Stützpunkt, um den Rest der Stadt anzugreifen. Als sie versuchten, sich mit einer Feuerwand zu verteidigen, brannten sie versehentlich Teile der Stadt nieder. Kaiser Alexios V. floh in dieser Nacht durch das Polyandriou-Tor (Rhegium-Tor) aus der Stadt landeinwärts nach Westen.

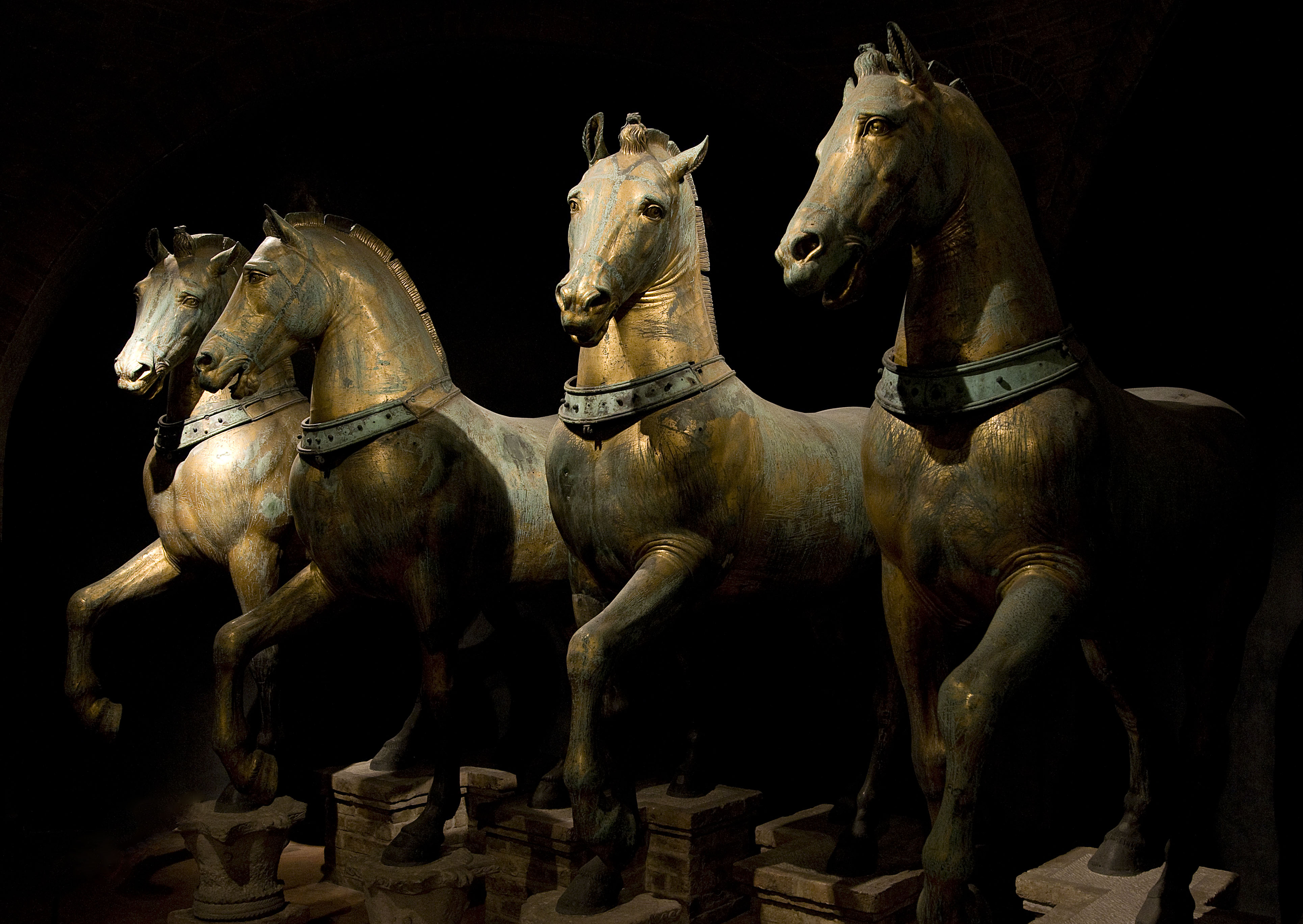
Die Pferde von San Marco im Museum des Markusdoms in Venedig

Die Kreuzfahrer plünderten und zerstörten Konstantinopel drei Tage lang, wobei viele antike und mittelalterliche römische und griechische Werke entweder gestohlen oder zerstört wurden. Die berühmten Bronzepferde von San Marco vom Hippodrom wurden nach Venedig geschickt, um die Fassade des Markusdoms in Venedig zu schmücken. Viele weitere Werke von künstlerischen Wert wurden gestohlen und aufgrund des Materialwertes eingeschmolzen. Eines der wertvollsten Werke war eine große Bronzestatue des Herkules, die von Lysipp geschaffen worden war.
Trotz einer Drohung der Exkommunikation durch den Papst raubten die Kreuzfahrer systematisch Kirchen, Klöster und Konvente aus. Die Altäre wurden von den Kriegern wegen des Goldes und des Marmors zerschlagen. Auch die Gräber der Kaiser in der Apostelkirche wurden geplündert. Tausende Menschen wurden getötet. Frauen, darunter auch Nonnen, wurden vergewaltigt. Obwohl auch die Venezianer plünderten, waren ihre Aktionen weitaus gezielter. Sie suchten gezielt nach religiösen Relikten und Kunstwerken, die sie stahlen und später nach Venedig brachten, um dort ihre eigenen Kirchen zu schmücken.

## Folgen
Das byzantinische Reich wurde zwischen der Republik Venedig und den Anführern des Kreuzzugs aufgeteilt und das Lateinische Reich gegründet. Der bei der lateinischen Bevölkerung beliebte Bonifatius I. von Montferrat wurde nicht Kaiser, weil die Venezianer befürchteten, dass er zu enge Beziehungen zum byzantinischen Kaiserhaus hatte, weil sein Bruder Rainer von Montferrat mit Maria Komnene der Tochter von Manuel I. verheiratet war. Stattdessen wurde Balduin von Flandern zum Kaiser gekrönt. Bonifatius gründete das Königreich Thessaloniki, einen Vasallenstaat des Lateinischen Kaiserreichs. Die Venezianer gründeten auch das Herzogtum Archipelagos in der Ägäis.
Die meisten byzantinischen Aristokraten flohen aus der Stadt. Unter den einfachen Leuten des ehemaligen Reiches gab es kaum Sympathien für die byzantinische Elite, da diese das Reich mit zunehmender Inkompetenz regiert hatte. Die byzantinischen Adligen gründeten ihre eigenen Nachfolgestaaten, darunter das Kaiserreich Nikaia unter Theodor I., das Kaiserreich Trapezunt und das Despotat Epirus.
Die Eroberung und Plünderung schwächte das Byzantinische Reich nachhaltig, wodurch benachbarte Reiche wie das Sultanat der Rum-Seldschuken und die osmanischen Türken Einfluss in der Region erlangen konnten und 1453 das byzantinische Reich eroberten.
2001 entschuldigte sich Papst Johannes Paul II. für die Ereignisse in einem Brief an den Erzbischof von Athen Christodoulos I. Im April 2004 nahm der ökumenische Patriarch Bartholomäus I. in einer Rede zum 800. Jahrestag der Eroberung der Stadt die Entschuldigung offiziell an.